# Tàrtar de salmó
El tàrtar de salmó es una menja que es prepara amb llom de salmó cru fresc o lleugerament marinat tallat finament, i es barreja amb espècies i condiments com cibulet, anet, llimona, oli d'oliva, alvocat o tomàquet. També hi ha variants amb tàperes o cebes tendres. Sovint s'estén sobre crackers o pa torrat i es menja com aperitiu.